# La Kermesse rouge
Pour plus de détails, voir Fiche technique et Distribution.
La Kermesse rouge est un film dramatique français réalisé par Paul Mesnier et sorti en 1947.

## Synopsis
Un vieux peintre oublié, Sironi, témoin d'un incendie, se lance  dans les flammes en hurlant : Agnès.  Transporté à l'agonie sur un banc, il se souvient : jadis peintre à succès, il avait épousé une jeune femme de bonne famille, la merveilleuse Agnès, elle-même peintre de grand talent. Sacrifiant son intégrité sur l'autel du mondain, Sironi avait perdu son public et Agnès gagné le sien. Jaloux, vaniteux, cruel, oublieux de ses anciens compagnons de bohème, Sironi avait alors rendu la vie impossible à son épouse aimante. Puis il y avait eu cette vente de charité, en 1897, ce grand bazar ravagé par un incendie (à cause d'un morceau de pellicule enflammé dans une salle où l'on faisait des démonstrations de cette nouvelle lubie baptisée « cinématographe » ! ) Agnès y avait d'autant péri que Sironi venait juste de l'enfermer à double tour dans un réduit... Sur son lit de mort, un banc de parc, Sironi entend une voix lui dire que son incendie à lui a duré quarante ans et qu'il va enfin pouvoir se reposer auprès d'Agnès.

## Fiche technique
- Titre :La Kermesse rouge
- Réalisation : Paul Mesnier, assisté de Roger Dallier et de Georges Péclet
- Scénario : Paul Mesnier
- Dialogue : Francis Vincent-Bréchignac
- Décors : Marcel Magniez
- Costumes : Olga Choumansky
- Photographie : Georges Million
- Montage : Émilienne Nelissen
- Son : Joseph Sinanian
- Musique  : Maurice Thiriet
- Société de production	: U.T.C. - Union Technique Cinématographique (Paris)
- Format : Son mono - Noir et blanc - 35 mm  - 1,37:1
- Genre : Drame
- Durée : 85 min
- Date de sortie : 
  - France - 23 avril 1947
- Affiche : Bernard Lancy (France)

## Distribution
- Albert Préjean : Claude Sironi, un peintre montmartrois doué qui s'embourgeoise après son mariage
- Andrée Servilanges : Agnès Bonnardet-Sironi, la fille d'une famille qui l'épouse contre l'avis de sa famille
- Jean Tissier : René de Montbrian, un bohème excentrique et artiste paresseux, l'ami de Claude et d'Agnès
- Lucas Gridoux : l'antiquaire
- Germaine Kerjean : Madame Bonnardet, la mère d'Agnès, une grande bourgeoise
- Émile Drain : le révérend dominicain
- Hélène Tossy : Tante Élisabeth, la tante d'Agnès
- Léon Arvel : Monsieur Bonnardet, le père d'Agnès, un grand bourgeois
- Nina Myral : Éléonore de Saint-Aubin
- Colette Régis : la duchesse d'Alençon
- Simone Allain : une élégante au skating
- Marcelle Rexiane : la gouvernante
- Georges Péclet : (rôle indéterminé)
- Liane Marlene

## Autour du film
Si l'histoire des deux peintres est pure dramaturgie, l'incendie du Bazar de la Charité (rue Jean-Goujon à Paris), le 4 mai 1897, est un drame historique au cours duquel près de 130 personnes trouvèrent une mort horrible.